# Pelageja (Sängerin)

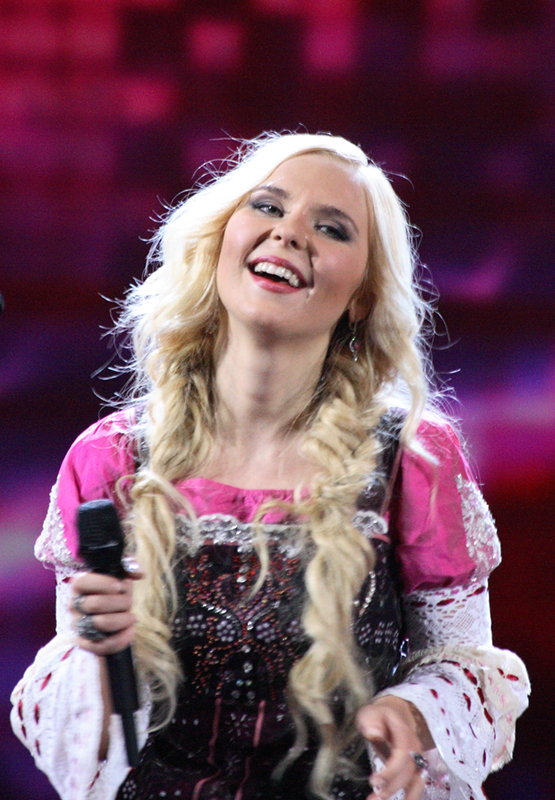
Pelageja (Februar 2015)

Pelageja Sergejewna Telegina (russisch Пелагея Сергеевна Телегина, meist Pelageja, englische Transkription Pelageya Sergeyevna Telegina; * 14. Juli 1986 in Nowosibirsk) ist eine russische Sängerin. Zu ihrem Repertoire gehören Volkslieder verschiedener Nationen in verschiedenen Sprachen, russische Romanzen und von Gruppenmitgliedern geschriebene Stücke, zumeist im Rock-Stil.

## Leben und Karriere
Pelagejas Mutter Swetlana Gennadijewna Chanowa (russisch Светлана Геннадиевна Ханова) ist die Produzentin und Art-Direktorin ihrer Tochter. Zuvor war sie als Jazz-Sängerin, Theaterdirektorin und Performancekünstlerin tätig. Über Pelagejas Vater ist nichts bekannt. Im Alter von 8 Jahren begann sie, Musikunterricht am Konservatorium Nowosibirsk zu nehmen. Mit 9 Jahren gewann sie 1996 in einem Fernsehwettbewerb den Titel „Beste Volksliedsängerin Russlands“. Im Alter von 10 Jahren wurde für sie mit FeeLee Records ein Vertrag geschlossen, infolge dessen ihre Familie nach Moskau zog. Mit 14 schloss sie ihre schulische Ausbildung ab und nahm ein Studium an der Russischen Akademie der Theaterkunst auf, das sie 2005 mit Auszeichnung abschloss.
1997 sang sie auf dem Konzert anlässlich des 850. Jahrestages der Gründung Moskaus beim Moscow’s 850th Anniversary Pageant. Bei ihrem Auftritt waren Jacques Chirac, Helmut Kohl und Boris Jelzin anwesend. Es folgten Fernsehauftritte als Mitglieder der Staatlichen Universität Nowosibirsk.
Im Juli 1999 wurde sie von Mstislaw Rostropowitsch zum Musikfestival nach Frankreich eingeladen. Dort trat sie mit Jewgeni Kissin, Ravi Shankar und B. B. King gemeinsam auf. In einem Interview mit französischen Zeitungsjournalisten bezeichnete Galina Wischnewskaja, die Frau von Rostropowitsch, Pelageja als die „Zukunft der Weltoper“. Im Jahre 2000 gründete Pelageja eine Band unter ihrem Namen.
2009 wurde Pelageja in einer Umfrage des Radiosenders Nasche Radio zur „Besten weiblichen Solistin des Jahres“ gewählt. Im Januar 2010 nahm sie an Bobby McFerrins Projekt Bobble teil. In den Jahren 2012 und 2013 beteiligte sich Pelageja in der russischen Castingshow Golos (The Voice) als Trainer. Seit 2014 wirkt sie als Coach bei Golos Deti (The Voice Kids) mit. 2015 erhielt Pelageja den nationalen, russischen Musikpreis in der Kategorie beste Volkssängerin.

## Persönliches Leben
2010 heiratete Pelageja den Fernsehdirektor Dmitri Jefimowitsch. Zwei Jahre später ließen sie sich scheiden.
Von 2016 bis 2020 war sie mit dem Eishockeyspieler Iwan Alexejewitsch Telegin verheiratet. Aus der Ehe ging Tochter Taissija (* 2017) hervor.

## Diskografie
- 2003: Пелагея (Pelageja)
- 2007: Девушкины песни (Dewuschkiny pesni)
- 2009: Сибирский драйв (Sibirski draiw)
- 2010: Тропы (Tropy)

## Bandmitglieder
- Pelageja Chanowa – Gesang
- Pawel Deschura – Gitarre, Hintergrundgesang, Arrangement († 15. Juli 2022[7])
- Swetlana Chanowa – Produzentin, Lyrik, Arrangement, Audiomix
- Dmitri Selenski – Schlagzeug
- Alexander Sawinych – Bassgitarre, Hintergrundgesang
- Anton Zypkin – Bayan, Keyboard
- Sergei Polubojarinow – Sounddirektor